# Susanna Koski
Susanna Margit Koski, född 22 mars 1985 i Lillkyro, är en finländsk samlingspartistisk politiker. Hon var ledamot av Finlands riksdag 2015–2019. Till utbildningen är Koski förvaltningsmagister. Hon var ordförande för Samlingspartiets ungdomsförbund 2013–2015.
Koski blev invald i riksdagen i riksdagsvalet 2015 med 3 102 röster från Vasa valkrets.